# A Day at the Beach
A Day at the Beach è un film britannico del 1970 diretto da Simon Hesera su sceneggiatura di Roman Polanski, che inizialmente avrebbe dovuto essere il regista della pellicola.

## Trama
Ambientato in una fatiscente località balneare danese, il film descrive un giorno nella vita di Bernie, un alcolizzato autodistruttivo, mentre porta Winnie, una giovane ragazza con un tutore per le gambe, in uno stabilimento balneare nonostante la pioggia costante. Sebbene Winnie chiami Bernie "zio", è probabilmente il suo padre biologico. Nel corso della giornata, incontrano varie persone che Bernie rimprovera alternativamente o truffa per comprarsi da bere, mentre Winnie viene spesso lasciata sola a badare a se stessa.

## Distribuzione
Il film non è mai uscito nelle sale al momento del suo completamento, ma da allora è stato proiettato in vari festival cinematografici. Un breve spezzone del film è incluso nel documentario The Unknown Peter Sellers. Lo stesso Sellers recita la parte di un commerciante proprietario di un piccolo negozio insieme al suo socio (interpretato da Graham Stark); entrambi i personaggi sono omosessuali. Sellers utilizzò lo pseudonimo "A. Queen" nei crediti del film.

## Restauro
Il film ha trascorso due decenni in un caveau alla Paramount di Londra ed è stato restaurato nel 1993 dal suo regista e mostrato all'American Film Market.